# Pseudophilautus extirpo
Pseudophilautus extirpo é uma espécie de anfíbio da família Rhacophoridae. Foi endémica do Sri Lanka.